# نیوتن سنت سایرس
نیوتن سنت سایرس (به انگلیسی: Newton St Cyres) یک روستا و محله مدنی در بریتانیا است که در Mid Devon واقع شده‌است. نیوتن سنت سایرس ۵۶۲ نفر جمعیت دارد.